# Kreis Jászberény
Jászberény (ungarisch Jászberényi járás) ist ein Kreis im Nordwesten des zentralungarischen Komitats Jász-Nagykun-Szolnok. Mit dem Kreis Jászapáti hat er die einzige komitatsinterne Grenze. Im Westen bildet das Komitat Pest mit den Kreisen Nagykáta und Aszód die Grenze, im Norden und Nordosten das Komitat Heves mit den Kreisen Hatvan, Gyöngyös und Heves.

## Geschichte
Der Kreis ging im Zuge der ungarischen Verwaltungsreform Anfang 2013 als Nachfolger des gleichnamigen Kleingebiets (ungarisch Jászberényi kistérség), wobei 9 der 18 Gemeinden in den neu geschaffenen Kreis Jászapáti wechselten.

## Gemeindeübersicht
Der Kreis Jászberény hat eine durchschnittliche Gemeindegröße von 5.545 Einwohnern auf einer Fläche von 68,56 Quadratkilometern. Die Bevölkerungsdichte des zweitbevölkerungsreichsten Kreises ist die zweithöchste im Komitat und liegt über dem Durchschnitt. Der Verwaltungssitz befindet sich in der größten Stadt, Jászberény, im Zentrum des Kreises gelegen.
| Gemeinde             | Status   | Herkunft Kleingebiet | Einwohnerzahl | Einwohnerzahl | Einwohnerzahl | Fläche (km²) | Bevölkerungs- dichte (Ew./km²) |
| Gemeinde             | Status   | Herkunft Kleingebiet | 01.10.2011    | 01.01.2013    | 01.01.2016    | 01.01.2016   | Bevölkerungs- dichte (Ew./km²) |
| -------------------- | -------- | -------------------- | ------------- | ------------- | ------------- | ------------ | ------------------------------ |
| Jászágó              | Gemeinde | Jászberény           | 706           | 716           | 714           | 36,93        | 19,3                           |
| Jászárokszállás      | Stadt    | Jászberény           | 7.929         | 7.910         | 7.756         | 77,17        | 100,5                          |
| Jászberény           | Stadt    | Jászberény           | 27.087        | 26.809        | 26.235        | 221,35       | 118,5                          |
| Jászboldogháza       | Gemeinde | Jászberény           | 1.705         | 1.711         | 1.684         | 55,31        | 30,4                           |
| Jászfelsőszentgyörgy | Gemeinde | Jászberény           | 1.921         | 1.905         | 1.878         | 39,28        | 47,8                           |
| Jászfényszaru        | Stadt    | Jászberény           | 5.680         | 5.664         | 5.606         | 76,16        | 73,6                           |
| Jászjákóhalma        | Gemeinde | Jászberény           | 3.007         | 2.984         | 2.888         | 45,04        | 64,1                           |
| Jásztelek            | Gemeinde | Jászberény           | 1.646         | 1.648         | 1.618         | 41,15        | 39,3                           |
| Pusztamonostor       | Gemeinde | Jászberény           | 1.593         | 1.581         | 1.530         | 24,62        | 62,1                           |
| Kreis Jászberény     |          |                      | 51.274        | 50.928        | 49.909        | 617,01       | 80,9                           |